# Токар Олена Миколаївна
Олена Токар — українська оперна співачка, сопрано, солістка Лейпцизької опери, володарка Гран-прі другого Міжнародного конкурсу вокалістів імені Бориса Гмирі (Київ, 2008) та першої премії 61-го музичного конкурсу «ARD-Musikwettbewerb» (Мюнхен, 2012).

## Життєпис
Олена Токар народилася  в смт Новотошківське Кіровської міськради Луганської області у шахтарській родині. Старша сестра Олени — Ольга Токар — співачка та аранжувальник, художній керівнік гурту «Джерела».
Вперше виступала на сцені селищного будинку культури та музичної школи. Першим вчителем зі співу була директор муз.школи Зосімова Тетяна Михайлівна.
У 2002—2006 роках навчалася за класом вокалу в Луганському коледжі культури і мистецтв, у заслуженої артистки України Манасян Людмили Арташесівни, пізніше 2006—2009 в Національній музичній академії України в Києві у Бузини Зінаїди Петрівни, Колосової Єльвіри та Зарицької.
З 2009 року переїхала до Німеччини та з 2010 року продовжує навчання у першій європейській консерваторії —Лейпцизькій вищий школі музики та театру у классі камерної співачкі Реґіни Вернер-Дітріх, яку закінчила з відзнакою.
Протягом навчання у Лейпцигу брала участь у майстер-класах Крісти Людвіґ, Ілеани Котрубас, Маттіаса Ґерне, Міхаеля Шаде, Альфреда Бренделя, Ірвіна Гейджа та Реґіни Вернер-Дітріх.
2008 року Олена Токар стала володаркою Гран-прі на Другому міжнародному конкурсі вокалістів імені Бориса Гмирі у м. Києві. Щодо її співу президент Фонду Бориса Гмирі Ганна Принц зазначила:
| | У цієї співачки велике творче майбутнє, — сказала «Дню». — Вже сьогодні Олена майстерно володіє своїм голосом, знаходячи для виконання творів цілу палітру різних «кольорів». За три тури конкурсу Токар причарувала публіку й дуже сподобалася членам журі як співачка і як актриса. Природа щедро наділила Олену талантом, і якщо вона буде багато працювати, то дуже скоро стане зіркою світового масштабу. |
| — Ганна Принц, президент Фонду Бориса Гмирі, Поліщук Тетяна. Українці — найкращі! Названі переможці Другого міжнародного конкурсу вокалістів імені Бориса Гмирі. День. — 2008. — №193. — 25 жовтня. | |

2010 року увійшла до кола фіналістів була серед фіналістів міжнародного конкурсу вокалістів імені Ферруччо Тальявіні у Дойчландсбердзі (Австрія).
2011 року брала участь у «Young Singer Project», який проходив в рамках Зальцбурзького фестивалю.
2012 року виграла першу премію конкурсу Лортцінґа у Ляйпціґу.
У 2012 році Олена Токар виборола першу премію на 61-му міжнародному музичному конкурсі «ARD-Musikwettbewerb» у Мюнхені (Німеччина). Члени журі позитивно оцінили її техніку та інтерпретацію твору.
2013 року Олена бере участь у конкурсі для оперних співаків у м. Кардіфф, Уельс «Cardiff singer of the world», де вона стає володаркою кубка вечора, та виходить до фіналу у Оперному та Пісенному конкурсі, завоювавши місце серед 5 кращих співаків світу.
У 2013—2015 роках Олена Токар — запрошений гість на ББС Радіо 3, у програмі «New generation artist». Завдяки цій програмі для молодих виконавців Олена записує на студії Майда Вейл низку романсів та пісень з такими піаністами як Ігор Гришин та Джозеф Мидлтон, а також арії з оркестром ББС.
Після цього: 2015 дебют на BBC фестивалі у Роял Альберт гол у Лондоні, та разом з Ігорем Гришиним дебютує у Вігмор Голлі.
2016 року — дебют у BBC Hoddinott Hall, Cardiff з оркестром Уельсу; дебют з BBC Philharmonic in Manchester під керівництвом Синайського Василя Серафимовича 2 Симфонією Густав Малера.
З сольними програмами Олена виступала у Gasteig München, Herkulessaal München, Wigmore Hall London, Bellerive Festival Geneva, Schumann Haus Leipzig, Mendelssohn Haus Leipzig, Gewandhaus Leipzig, Jagdhaus Kössern, Buika Kankan Tokyo, Ulster Hall Belfast, Stadt Casino Basel, Zürich Tonhalle.

## Репертуар
Навчаючись у Музичній академії України ім. Чайковського в Києві підготувала та заспівала:
- Земфіра («Алеко», Сергій Рахманінов)
- Бастьєна («Бастьєн і Бастьєна», Вольфганг Моцарт).

У 2009 році Олена Токар увійшла до трупи опери Лейпциг, де втілила низку образів:
- Антіґона («Адмет», Гендель)[3] 2010
- Гретель, Сандман і Девман («Гензель і Ґретель», Хумпердінк)
- Квіткарка («Парсіфаль», Ріхард Ваґнер)
- Маріанна («Liebesverbot», Richard Wagner)
- Цеміна («Die Feen», R.Wagner)
- Паміна та Папаґена («Чарівна флейта», Вольфганг Амадей Моцарт)
- Берта («Севільський цирульник»)
- Маргарита (Фауст (опера), Шарль Гуно)
- Сюзанна (Весілля Фігаро, Вольфганг Амадей Моцарт)
- Ліу (Турандот (Пуччіні))
- Мімі та Мюзетта (Богема (опера), Джакомо Пуччіні)
- 5 Магда («Elektra», Рихард Штраус)
- Мікаела («Кармен (опера)» Жорж Бізе)
- Марі («Продана наречена», Бедржих Сметана)
- Віолета Валері («Травіата», Верді)
- Джульєтта («Ромео і Джульєтта», Шарль Гуно)
- Русалка («Русалка» опера Дворжака)
- R.Strauss Der Rosenkavalier (Sophie)
- R.Strauss Arabella (Zdenka)

Вона також була виконавицею партії сопрано у балеті Уве Шольца «Велика Меса» Моцарта та у балетах Маріо Шредера «Lobgesang» Фелікса Мендельсона-Бартольді та «Реквієм» Моцарта.

## Оперна сцена / Дебюти
З 2009 року співачка стає солісткою державної опери у м.Лейпциг.
- 2015 дебют у Саксонській державній опері Дрездена у ролі Маргарити в опері Шарль Гуно "Фауст (опера).
- 2017 дебют у м. Мумбай у партіі Мімі «Богема», Джакомо Пуччіні
- 2018 дебют у ролі Віолетти Валері в опері «Травіата» Дж. Верді у м. Тронгейм, Норвегія
- 2018 дебют у ролі Джульєти в опері «Ромео і Джульєтта» Шарль Гуно на фестивалі Гранж парк опера
- 2019 дебют в опері Кельн, у партії Русалки, Дворжак

## Нагороди
- Гран-прі на Другому міжнародному конкурсі вокалістів імені Бориса Гмирі (м. Київ, 2008)[5].
- Перша премія 61-го міжнародного музичного конкурсу «ARD-Musikwettbewerb» (м. Мюнхен, Німеччина, 2012)[2][6].
- Перша премія на конкурсі Лортцінга у м. Лейпциг, 2012
- Відзнака фестивалю Mecklenburg Vorpommern, та перша нагорода Крістіни Кюне (Німеччина, 2016)

## Корисні посилання
- Олена Токар у соціальній мережі «ВКонтакті»
- Official website www.olenatokar.com
- YouTube: Olena Tokar
- Токар Олена Миколаївна у соцмережі «Facebook»
- Operabase
- General management — Askonas Holt

1. ↑  ББС радіо3 Олена Токар. www.bbc.co.uk (Англ.) . Процитовано 2015.
2. ↑  ББС Радіо 3 Токар Олена.
3. ↑  Olena Tokar / Official website. www.olenatokar.com (рос.). Процитовано 4 серпня 2019.